# Joe Sant-Fournier
Joe Sant-Fournier (27 gennaio 1971) è un ex calciatore maltese.

## Carriera

### Nazionale
Ha collezionato 21 presenze con la propria Nazionale.